# Renaissance nationale
Renaissance nationale (RN) est un ancien parti politique belge d’extrême droite.
Il obtient un député à la Chambre des représentants à la suite des élections législatives du 16 novembre 1919.